# Liliac alb într-o vază de sticlă
Liliac alb într-o vază de sticlă este o pictură în ulei pe pânză din 1882 realizată de pictorul francez Édouard Manet. Acum se află la Alte Nationalgalerie din Berlin. Pictura prezintă butași de liliac alb într-o vază de sticlă, aceasta fiind o pictură dintr-o serie de naturi statice cu flori realizate de către pictor.